# تامی (فیلم ۱۹۷۵)
تامی (انگلیسی: Tommy) فیلمی در ژانر موزیکال به کارگردانی کن راسل است که در سال ۱۹۷۵ منتشر شد.
این فیلم برنده جایزه گلدن گلوب بهترین بازیگر زن فیلم موزیکال یا کمدی توسط آن مارگرت شده است.

## بازیگران
- آن مارگرت
- الیور رید
- تینا ترنر
- التون جان
- اریک کلپتون
- کیث مون
- جک نیکلسون
- رابرت پاول
- بن آریس
- پل نیکلاس